# Mimeographie

Illustration eines Mimeographen

Die Mimeographie ist ein Siebdruckverfahren, bei dem aus einem Fasergewebe beispielsweise durch Druck von Lettern eine farbstoffundurchlässige Schicht entfernt wird. Diese Matrize dient als spiegelbildliches Zwischenoriginal und wird auf einen Druckzylinder gespannt, der an den Stellen, wo die farbstoffundurchlässige Schicht entfernt wurde, Druckfarbe aufnehmen und auf das zu bedruckende Papier pressen kann.
Dieses Verfahren erlaubte zunächst zwar höhere Auflagen als die bis dahin verbreitete Kopierpresse, ist aber schnell durch andere Kopiertechniken abgelöst worden, wie zum Beispiel durch die bald aufkommende Hektographie und deutlich später durch Fotokopierer.

## Rezeption
In Anlehnung an den Mimeographen nannten Doktoranden des Simon-Dubnow-Instituts in Leipzig ihren Blog „Mimeo“.